# Avenida Paulista

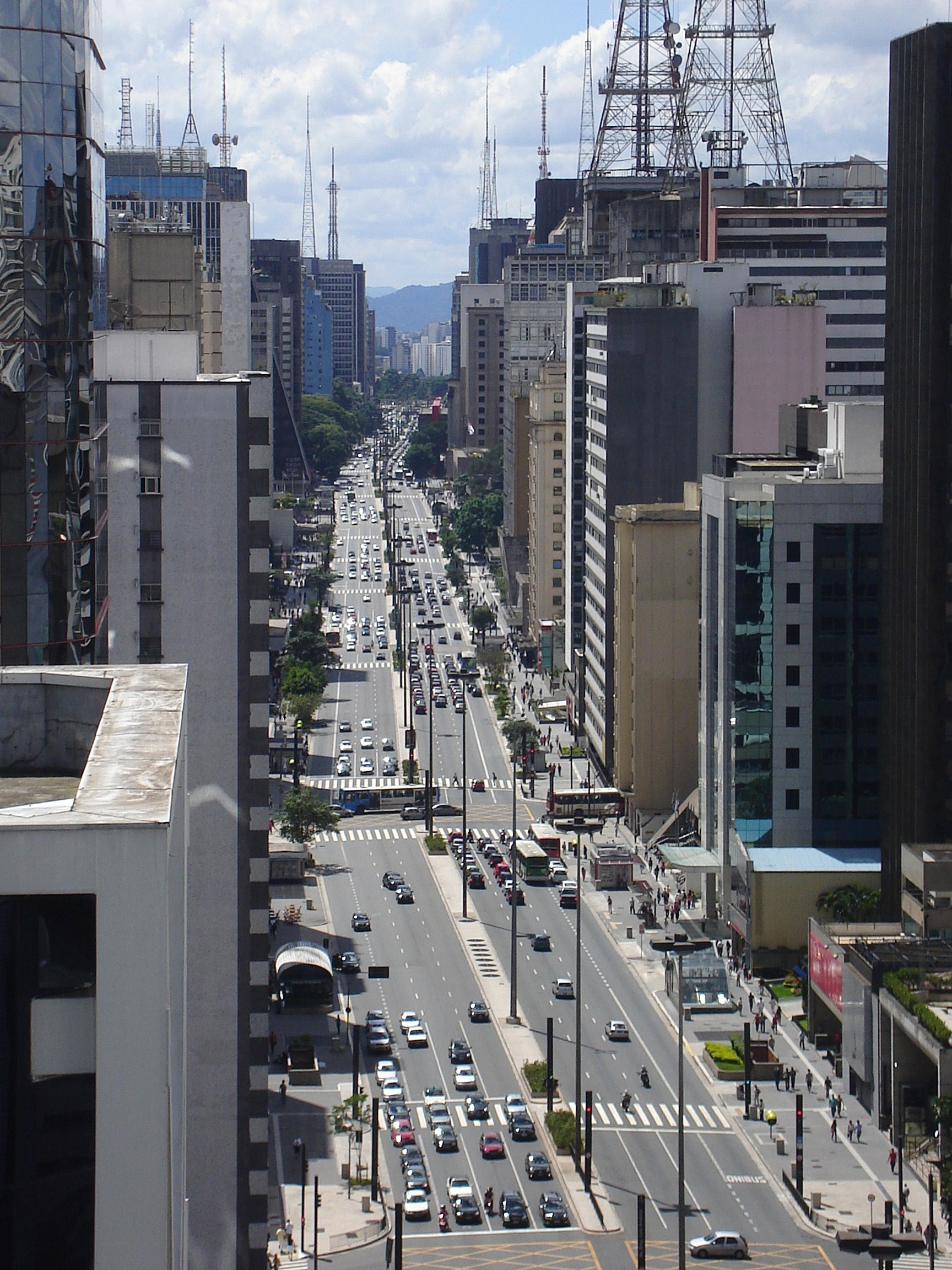
Avenida Paulista

Die Avenida Paulista ist eine der wichtigsten Straßen der Stadt São Paulo in Brasilien. Sie ist knapp 3 Kilometer lang und liegt auf einem langgestreckten Hügelzug zwischen den Quartieren Bela Vista und Jardim Paulista südwestlich des Zentrums. Sie wird durch eine U-Bahn-Linie und zahlreiche Busse erschlossen.
Bekannt als einer der wichtigsten Finanzplätze der Stadt sowie eines ihrer markantesten Wahrzeichen zeigt die ehemalige Allee ihre Bedeutung als Zentrum nicht nur der Wirtschaft, sondern auch von Unterhaltung und Kultur. Es gibt eine große Menge an Firmensitzen, Banken, Konsulaten, Hotels, Krankenhäusern wie das traditionelle Santa-Catarina-Hospital und wissenschaftlichen Einrichtungen wie das Institut Pasteur sowie kulturellen wie das Museu de Arte de São Paulo. 
Von den Häusern der Erstüberbauung sind nur noch einige wenige erhalten geblieben.
Die Straße wird jeden Sonntag für den Verkehr gesperrt und ist dann nur für Fußgänger und Radfahrer zugänglich. Dabei spielt sich die Kultur in den Vordergrund und so nutzen die Einheimischen diesen Tag für Liveauftritte, Aufführungen oder um ihre Kunst zu vermarkten.

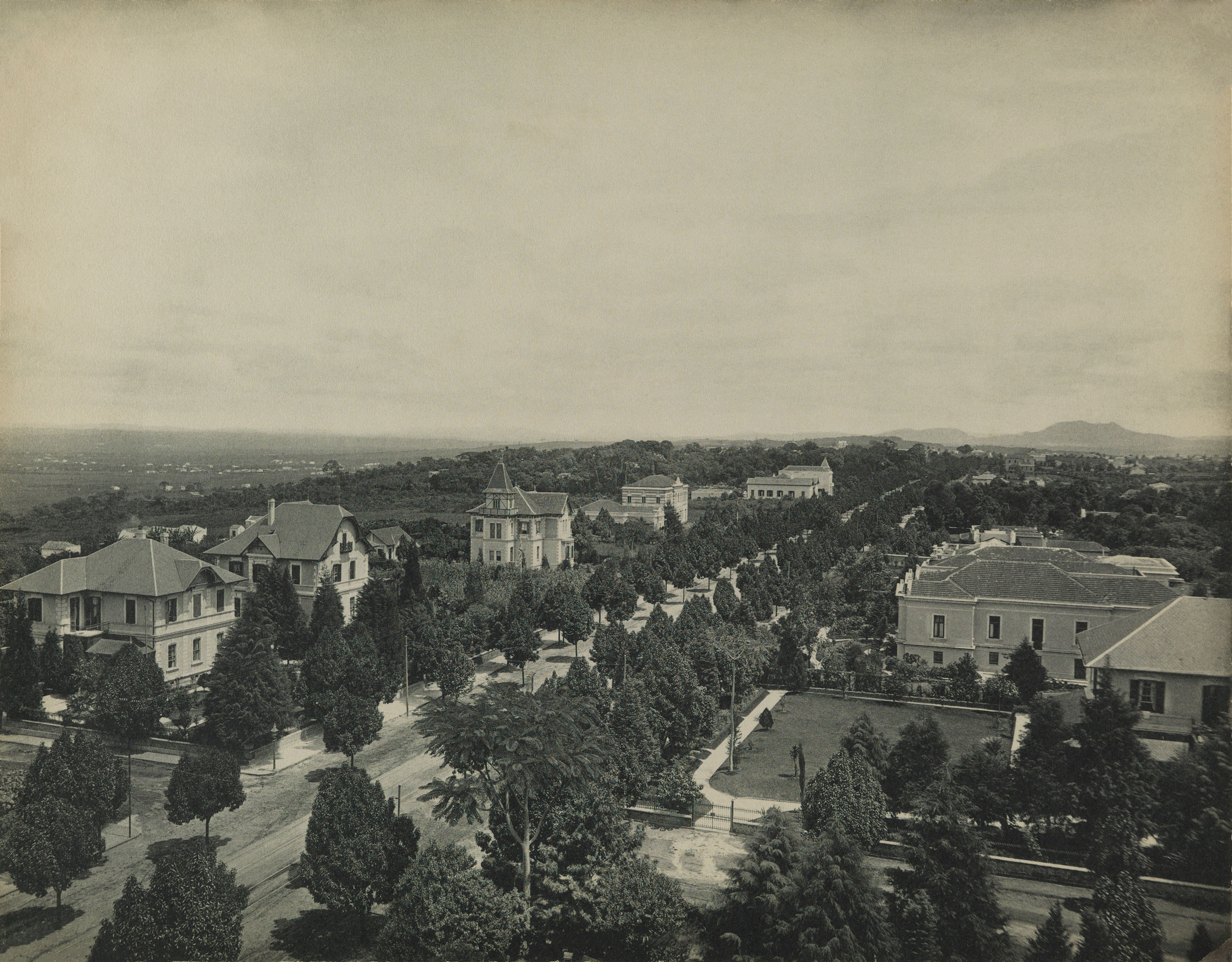
Avenida Paulista 1902
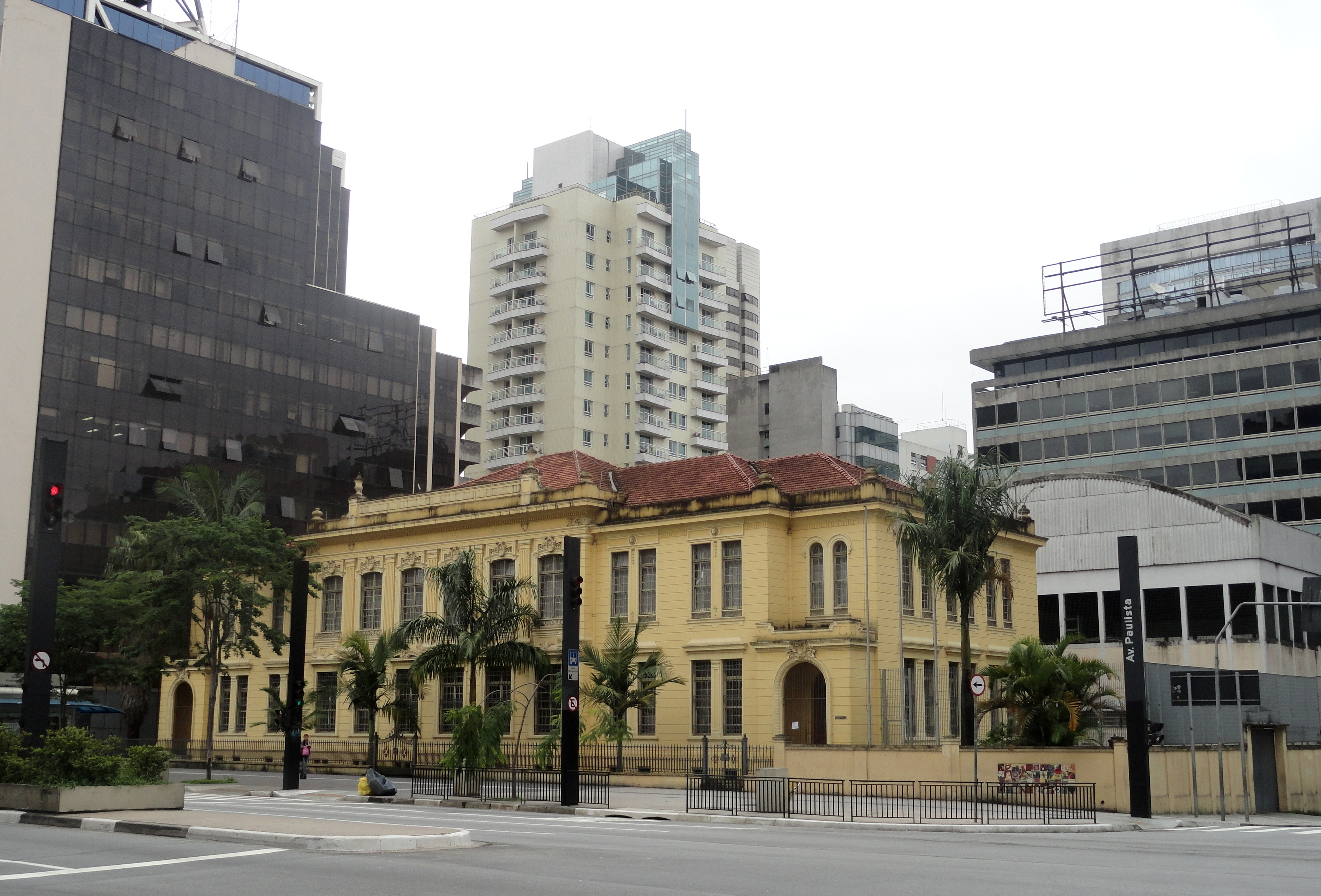
Colégio Rodrigues Alves
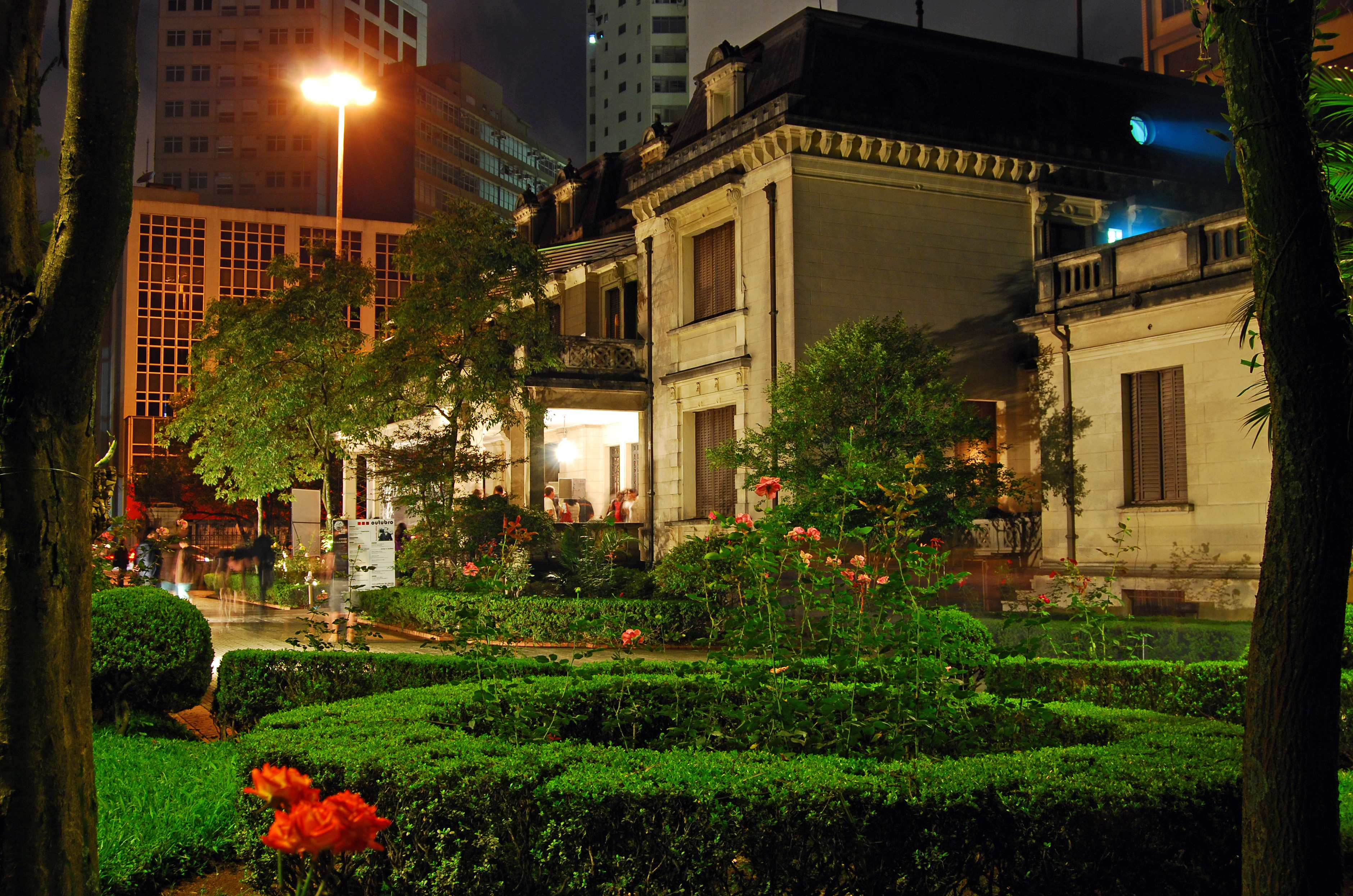
Casa das Rosas, Avenida Paulista Nr. 37
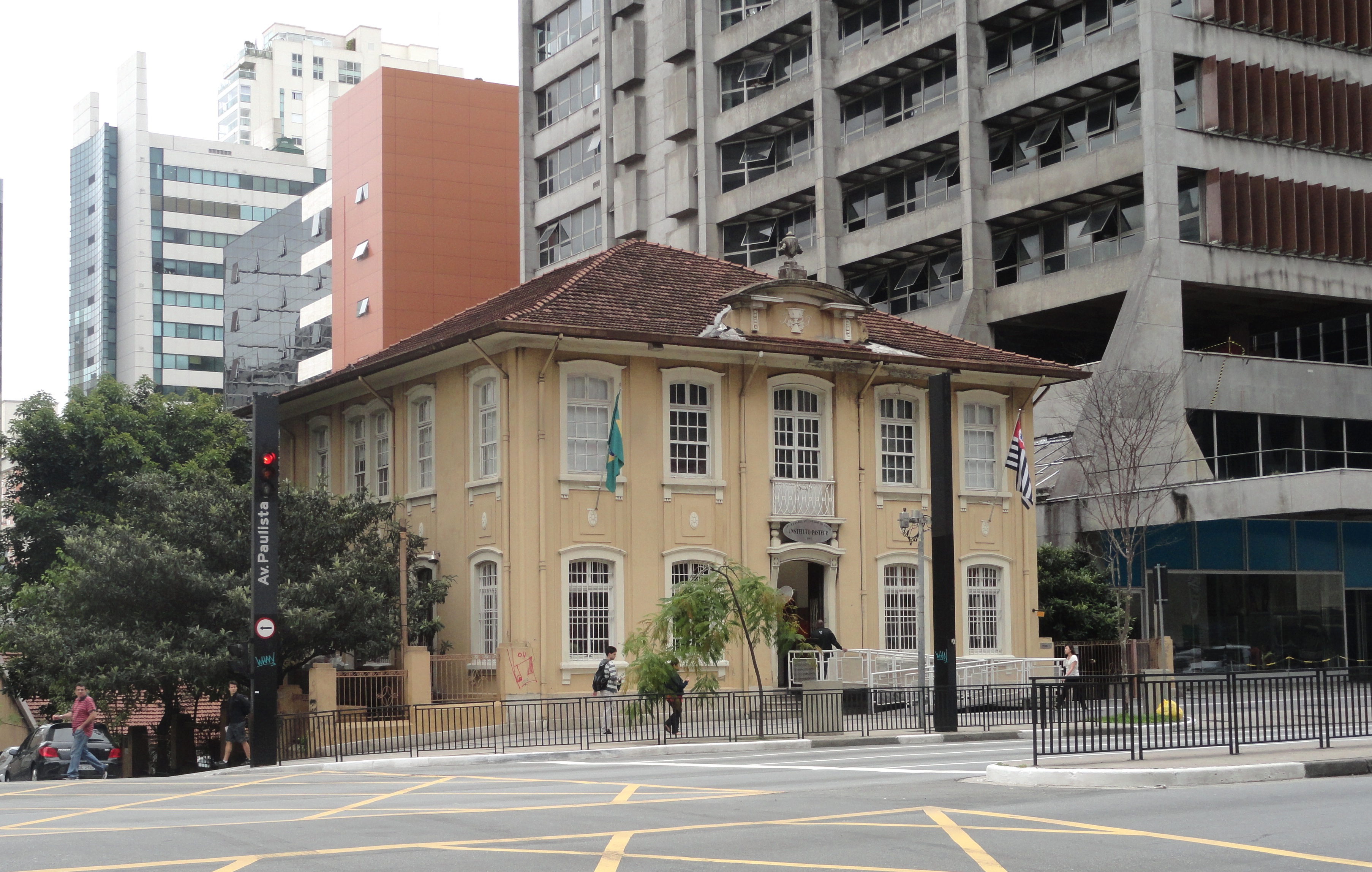
Instituto Pasteur
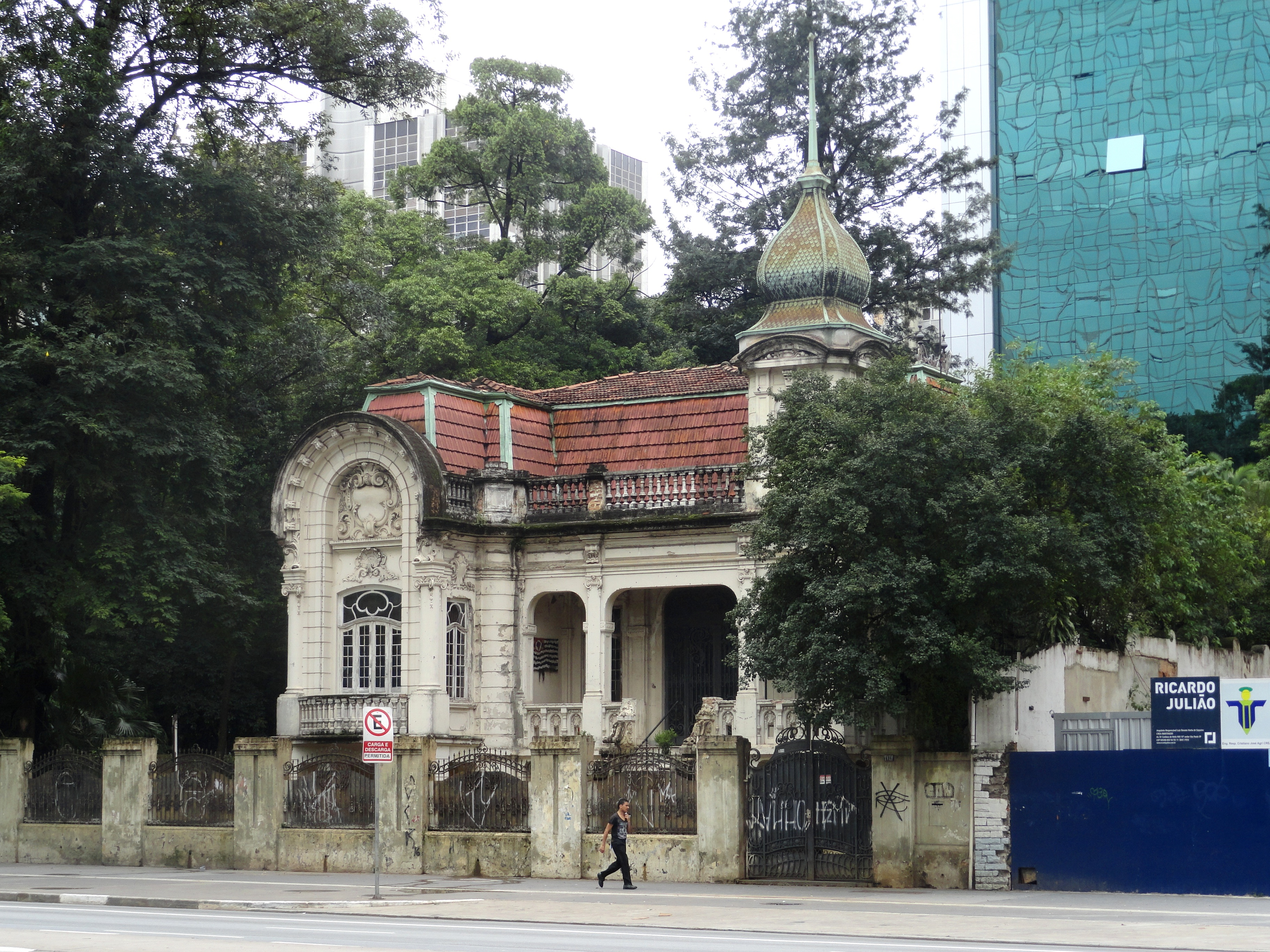
Residência Joaquim Franco de Mello
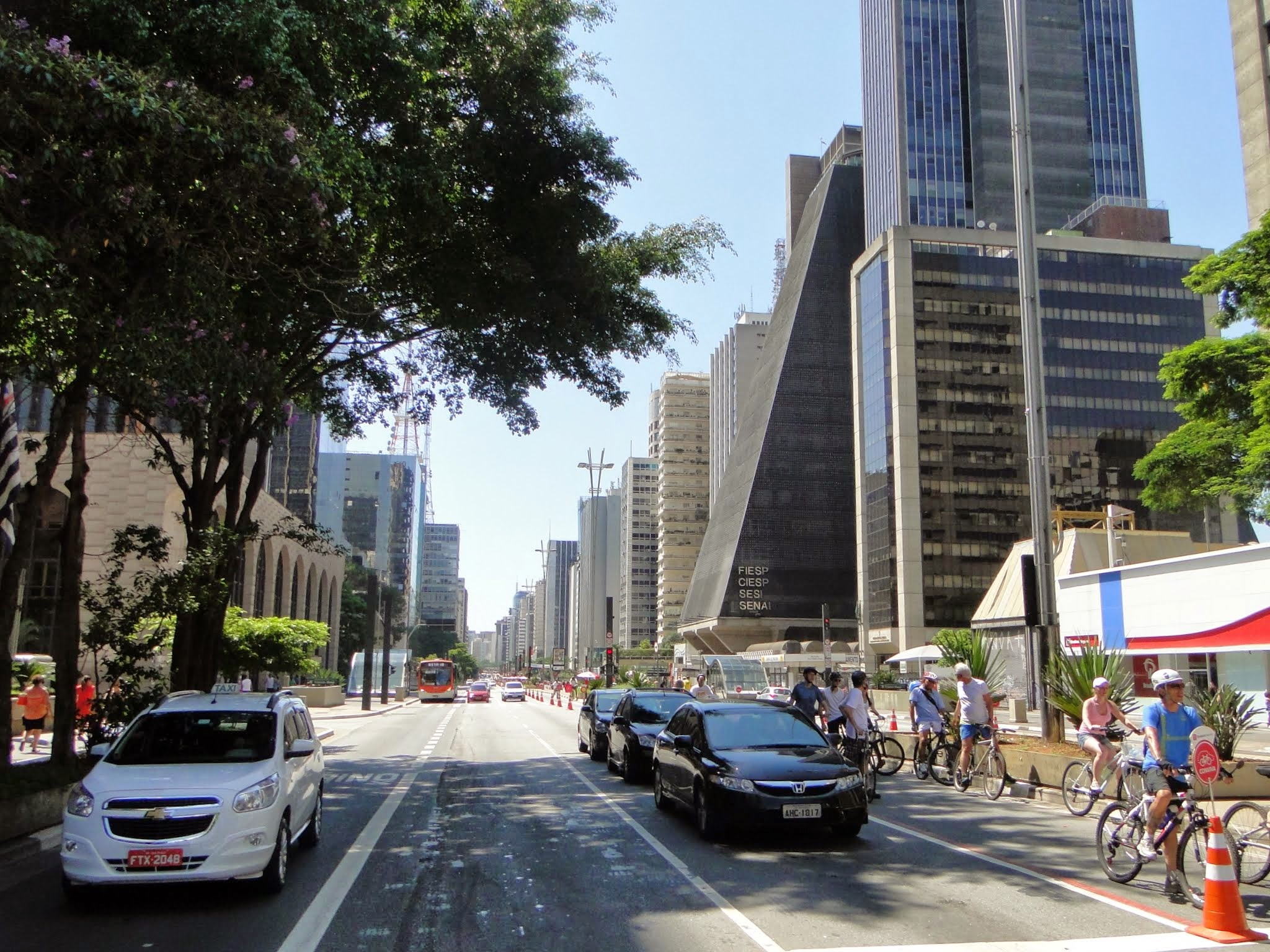
Avenida Paulista 2014